# Monacanthus chinensis
Monacanthus chinensis és una espècie de peix de la família dels monacàntids i de l'ordre dels tetraodontiformes.

## Morfologia
- Els mascles poden assolir 38 cm de longitud total i 580 g de pes.[2][3]

## Alimentació
Menja algues, amfípodes, gambes, briozous, copèpodes i d'altres invertebrats.

## Depredadors
A Austràlia és depredat per Sillago analis.

## Hàbitat
És un peix marí, de clima tropical i associat als esculls de corall que viu entre 3–12 m de fondària.

## Distribució geogràfica
Es troba des de Malàisia i Indonèsia fins a Samoa, el sud del Japó, el nord-oest d'Austràlia i Nova Gal·les del Sud (Austràlia).

## Observacions
És inofensiu per als humans.